# Guyruita waikoshiemi
Guyruita waikoshiemi is een spinnensoort in de taxonomische indeling van de vogelspinnen (Theraphosidae).
Het dier behoort tot het geslacht Guyruita. De wetenschappelijke naam van de soort werd voor het eerst geldig gepubliceerd in 2006 door Bertani & Araújo.